# برايان رووي
برايان رووي (بالإنجليزية: Brian Rowe)‏ (16 نوفمبر 1988 بشيكاغو في الولايات المتحدة - ) هو لاعب كرة قدم أمريكي في مركز حراسة المرمى. لعب مع لوس أنجلوس غلاكسي وVentura County Fusion ‏.

## وصلات خارجية
- برايان رووي على موقع الدوري الأمريكي (الإنجليزية)
- برايان رووي على موقع قاعدة بيانات كرة القدم.إي يو (الإنجليزية)
- برايان رووي على موقع Soccerbase.com (لاعب) (الإنجليزية)
- برايان رووي على موقع Soccerway.com (الإنجليزية)
- برايان رووي على موقع عالم كرة القدم.نت (الإنجليزية)
- برايان رووي على موقع AS.com (الإسبانية)